# Posești
Posești est une commune roumaine du județ de Prahova, dans la région historique de Valachie et dans la région de développement du Sud.

## Géographie
La commune de Posești est située dans le nord-est du județ, à la limite avec le județ de Buzău, dans les collines subcarpathiques de Buzău, à 22 km au nord-est de Vălenii de Munte et à 48 km au nord-est de Ploiești, le chef-lieu du județ.
La municipalité est composée des dix villages suivants (population en 1992) :
- Bodești (257) ;
- Merdeala ;
- Nucșoara de Jos (965) ;
- Nicșoara de Sus (792) ;
- Poseștii-Pământeni (310), siège de la municipalité ;
- Poseștii-Ungureni (288) ;
- Târlești (750) ;
- Valea Plopului (665) ;
- Valea Screzii (263) ;
- Valea Stupinnii (302).

## Politique et administration
| Période                                  | Période  | Identité                    | Étiquette | Qualité |
| ---------------------------------------- | -------- | --------------------------- | --------- | ------- |
| Les données manquantes sont à compléter. |          |                             |           |         |
|                                          | 2012     | Emilian Grigore             | PNG-CD    |         |
| 2012                                     | En cours | Valentin-Gheorghe Spătărelu | PSD       |         |

| Parti | Parti                                      | Sièges |
| ----- | ------------------------------------------ | ------ |
|       | Parti social-démocrate (PSD)               | 11     |
|       | Alliance des libéraux et démocrates (ALDE) | 2      |

## Religions
En 2002, la composition religieuse de la commune était la suivante :
- Chrétiens orthodoxes, 92,66 % ;
- Adventistes du septième jour, 6,49 %.

## Démographie
En 2002, la commune comptait 4 238 Roumains (99,01 %) et 41 Tsiganes (0,95 %).
| 1992  | 2002  | 2007  |
| ----- | ----- | ----- |
| 4 612 | 4 280 | 4 103 |

## Économie
L'économie de la commune repose sur l'agriculture et l'élevage.

## Communications

### Routes
La route régionale DJ102B rejoint Drajna et Vălenii de Munte, la DJ102L se dirige vers le nord-est, les communes de Bătrâni et de Starchiojd et le județ de Buzău tandis que la DJ100M file vers l'est, le județ de Buzău et la route nationale DN10 Buzău-Brașov.

## Lieux et monuments
- Poseștii-Pământeni, église en bois des Sts Voïvodes de 1732[5].